# منتزه سلسلة جبال بني السليم الطبيعي

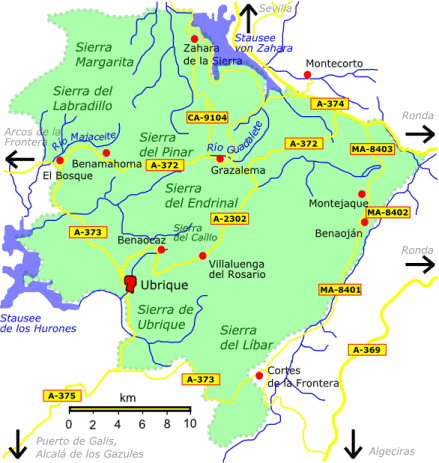
موقع المنتزه الطبيعي

منتزه سلسلة جبال بني السليم الطبيعي أو منتزه سييرا دي جرازاليما الطبيعي(بالإسبانية: Parque natural de la Sierra de Grazalema) هو منتزه طبيعية في الجزء الشمالي الشرقي من مقاطعة قادس في جنوب إسبانيا . تضم الحديقة، ضمن 51,695 هكتار (127,740 أكر)، مجمعًا من سلاسل الجبال، تُعرف مجتمعة باسم سلسلة جبال بني السليم.

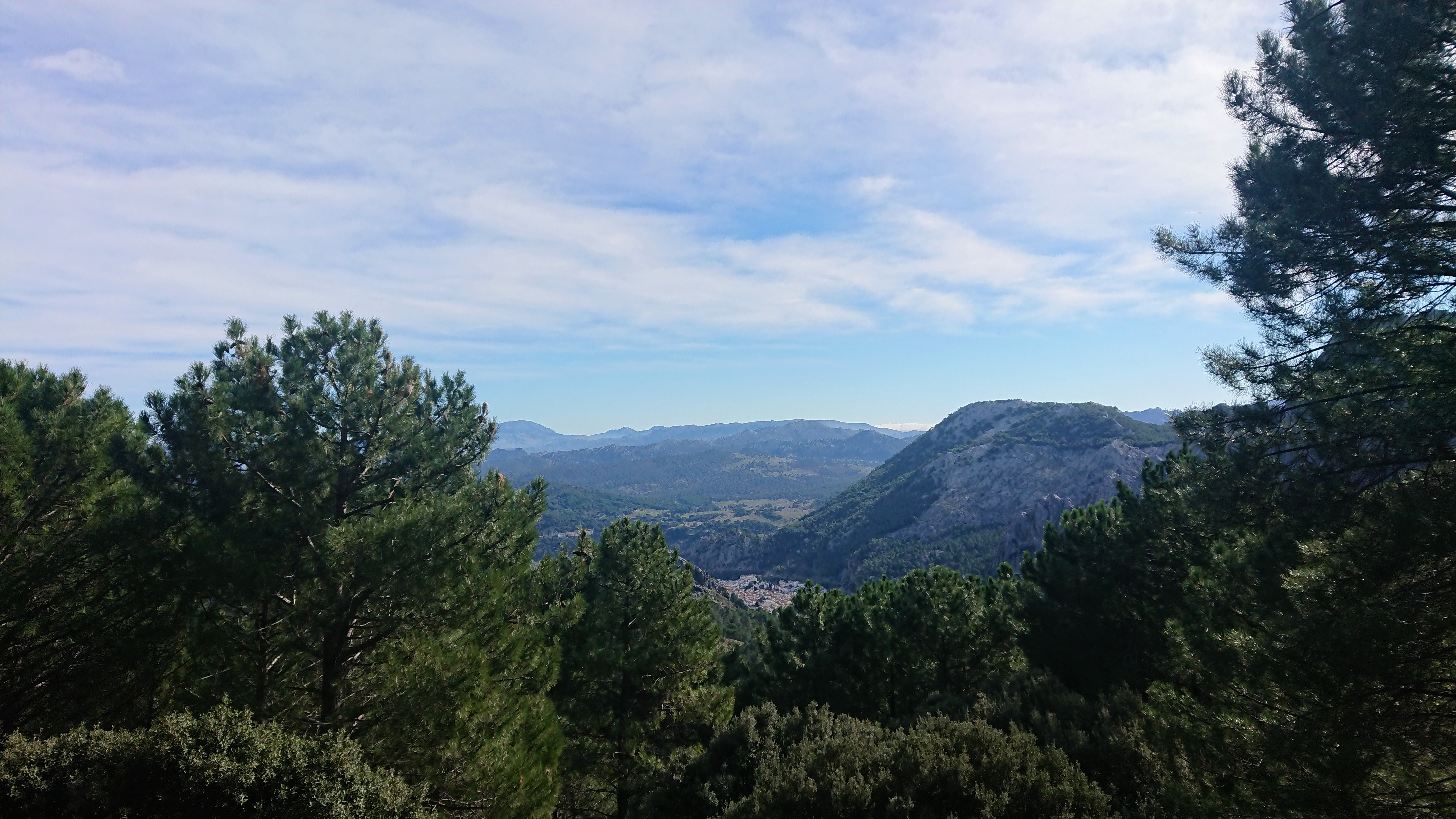
بني السليم

## مدن وبلدات داخل المنتزه

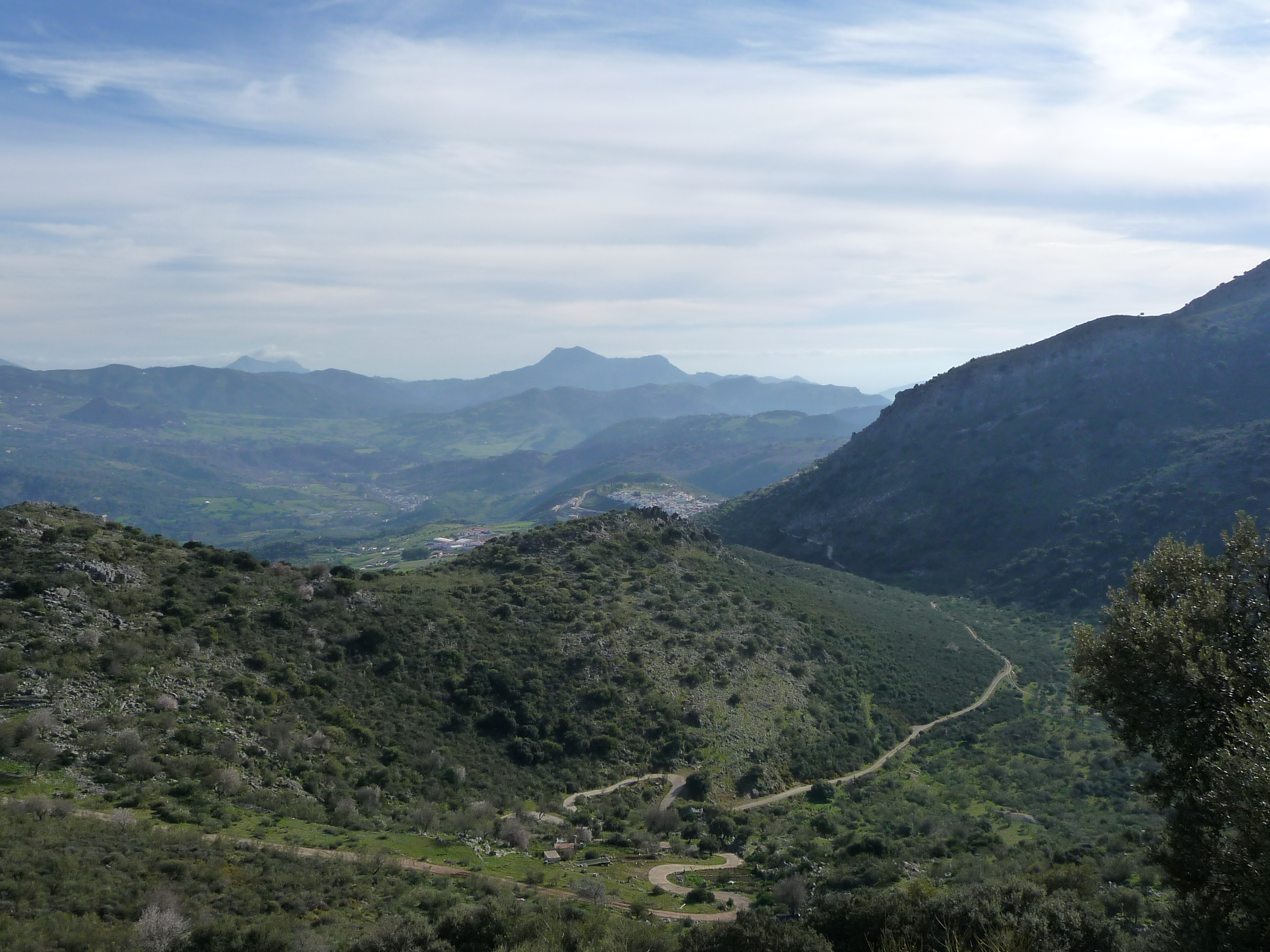
كورتيس دي لا فرونتيرا، الأندلس (إسبانيا)

تقع كل أو جزء من تسع بلديات في مقاطعة قادس داخل منتزه جرازاليما الطبيعي: الجُندالِس، بن وقاص، البٌسق، الجَستور، بني سلامة، برادو ديل ري، أوبريق، فيلالوينجا ديل روزاريو وزهرا. هناك خمس مدن في مقاطعة مالقة لها أراضي داخل حدود المنتزهات: ابن عجان، وكُرتس الفُرنتيرة، خِمِيرة ليبار، جبل جَك ورُندة .

## معرض الصور

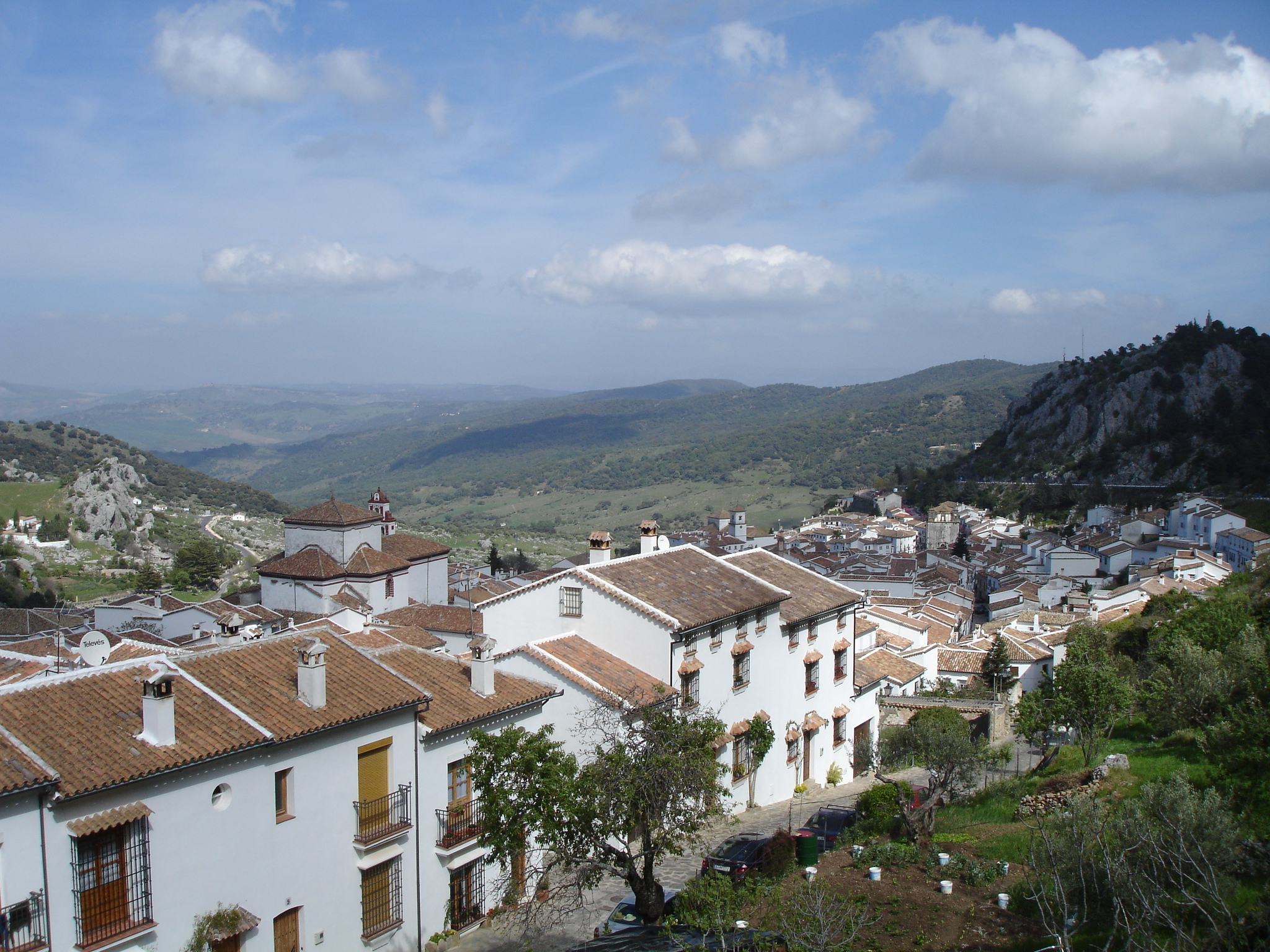
بلدة بني السليم
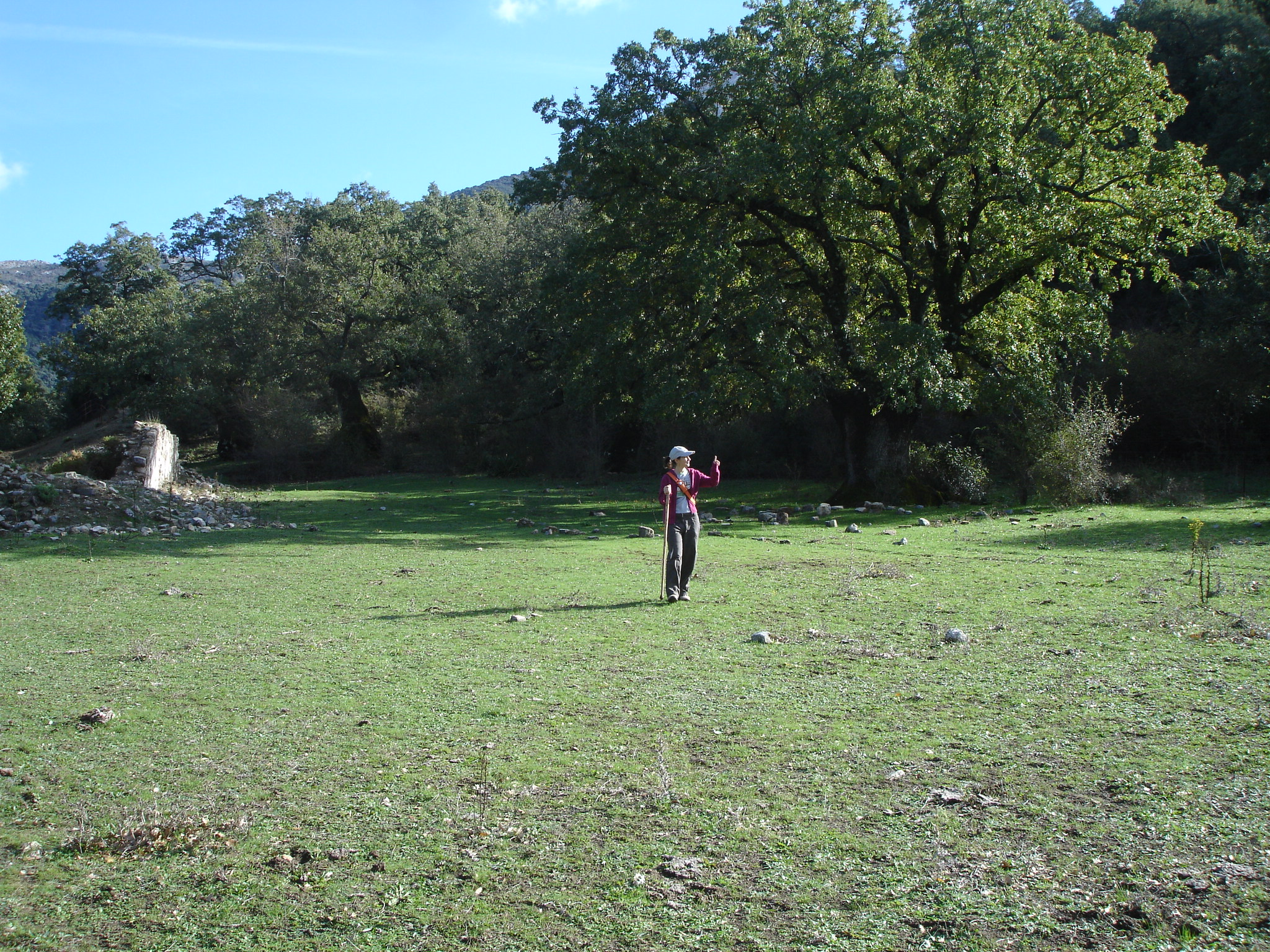
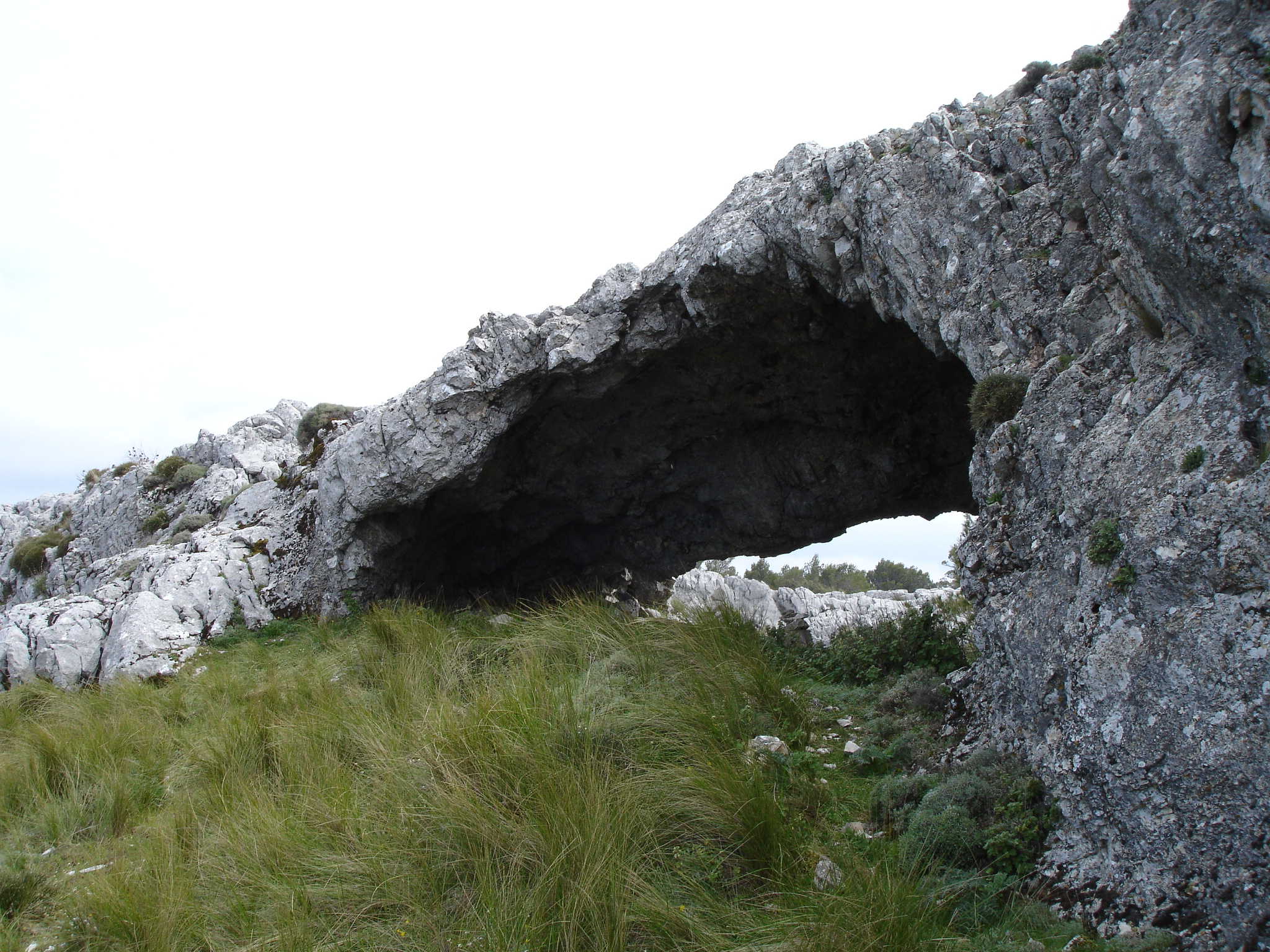
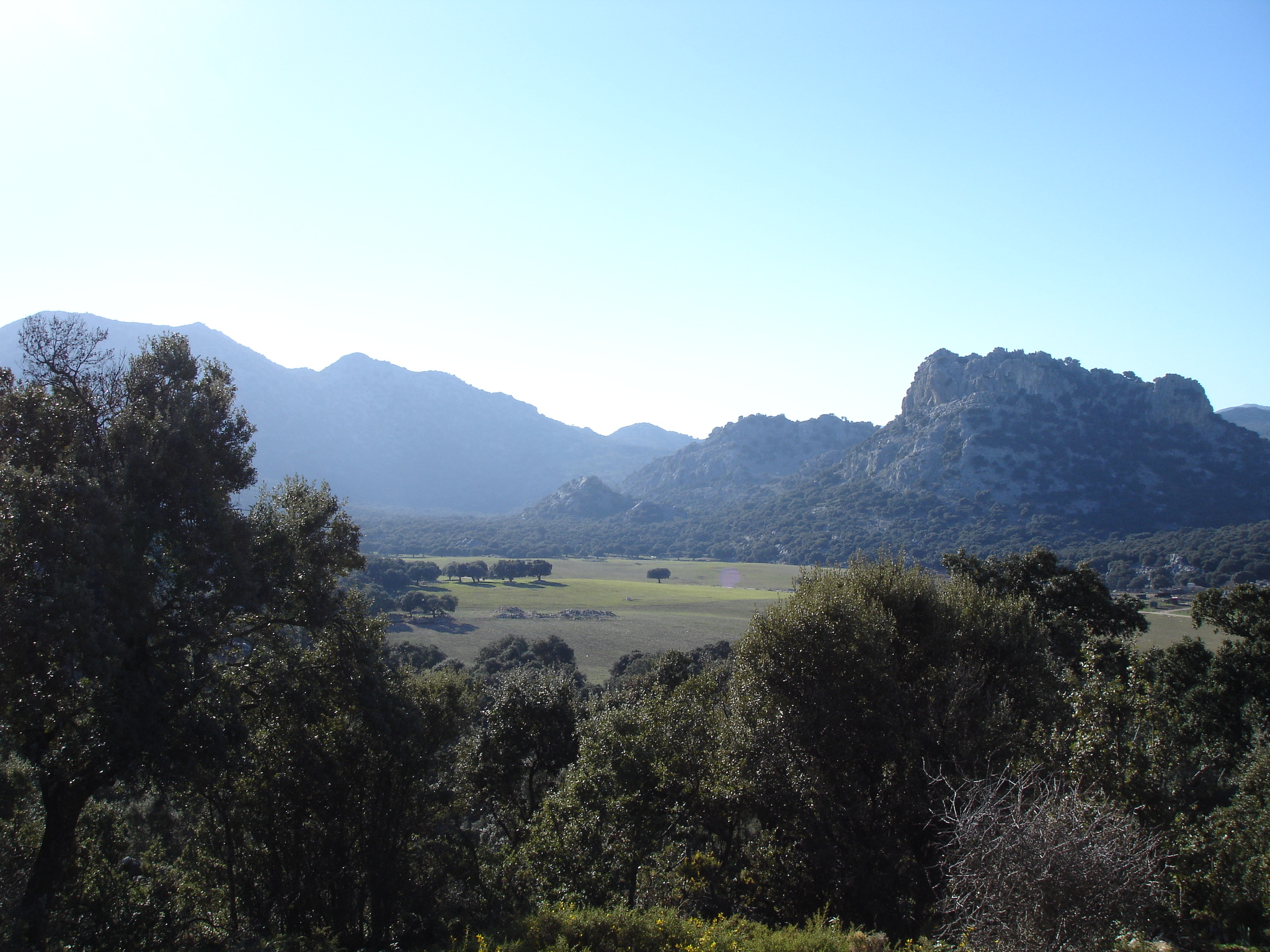
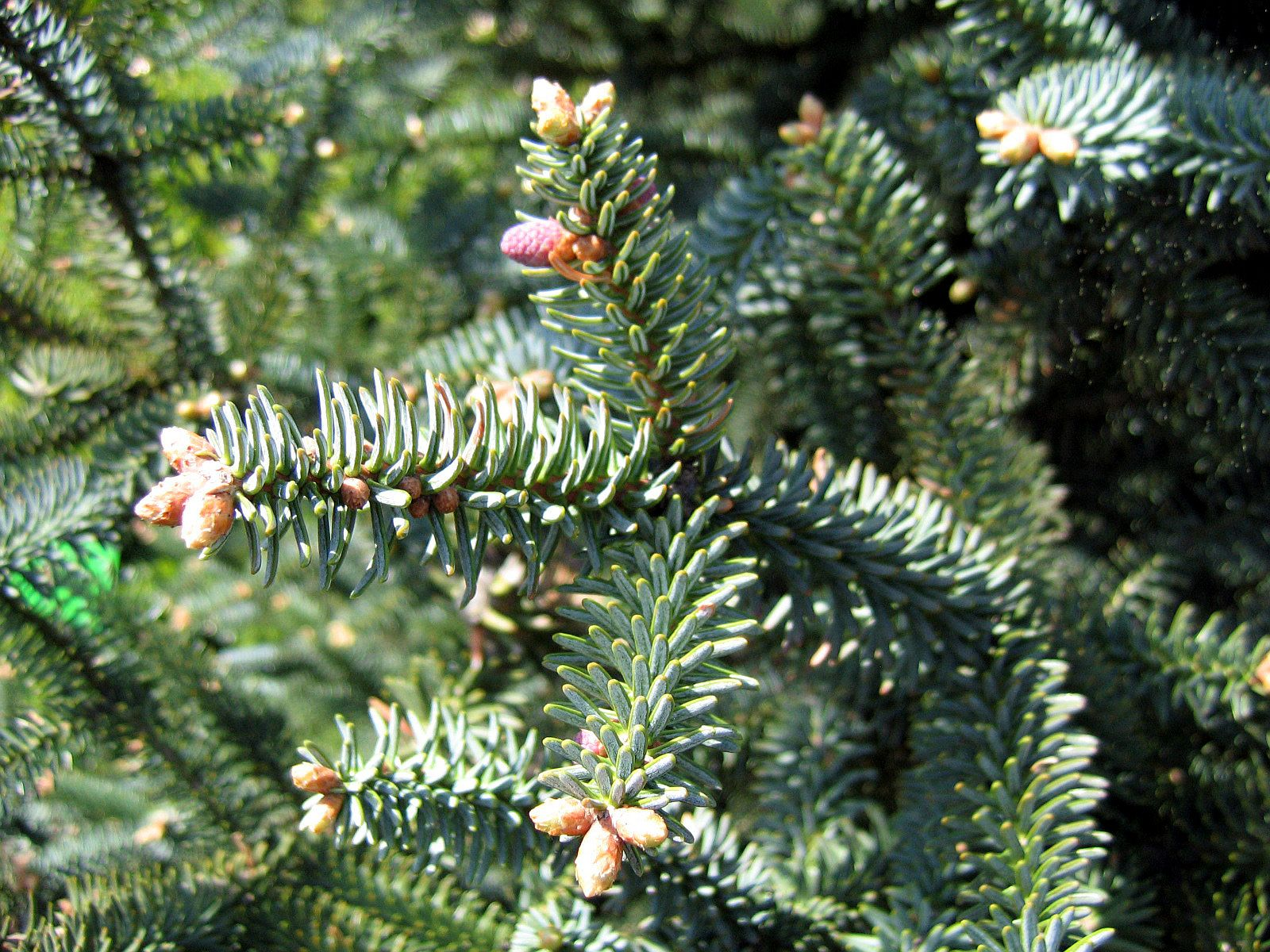
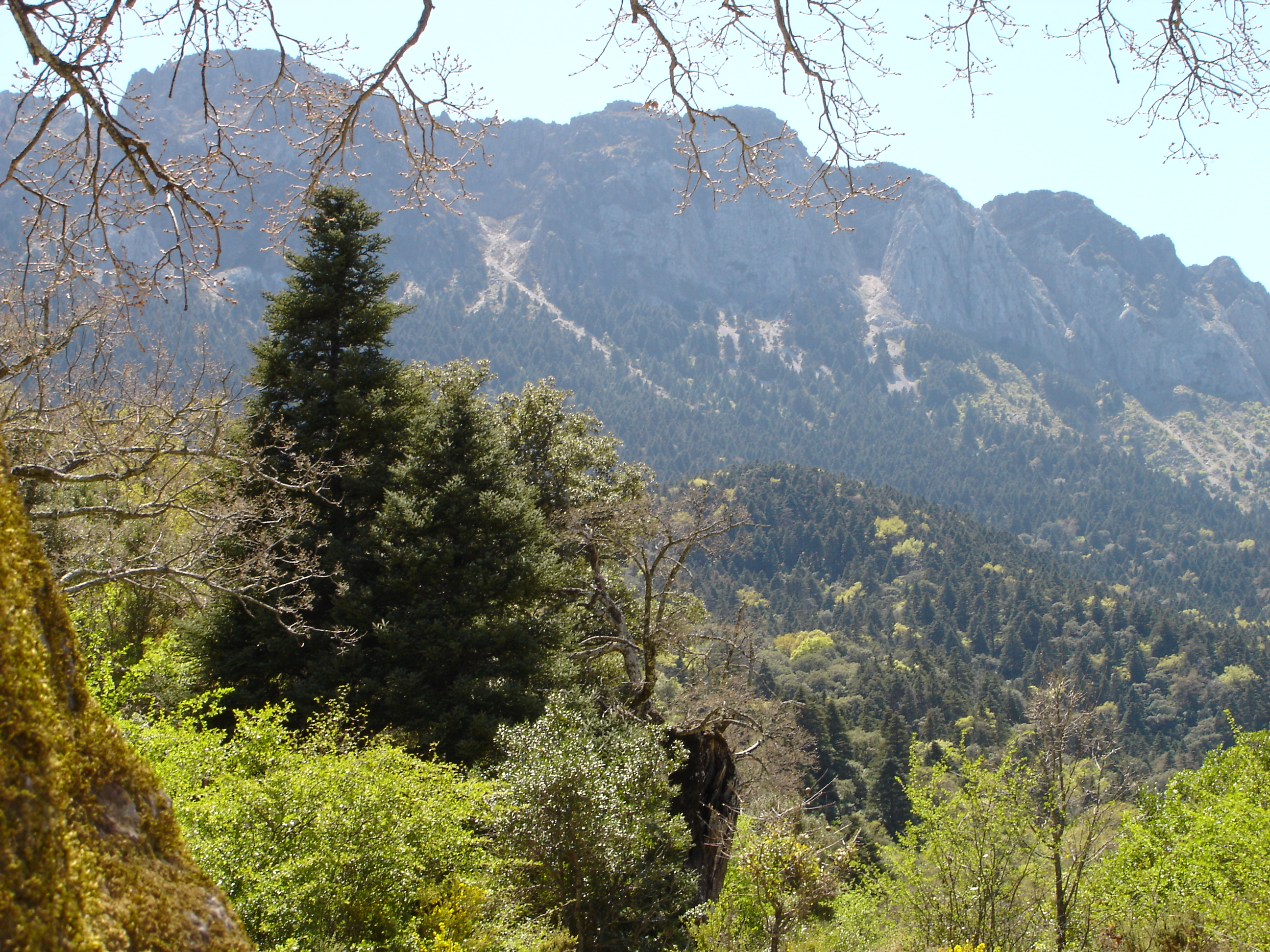
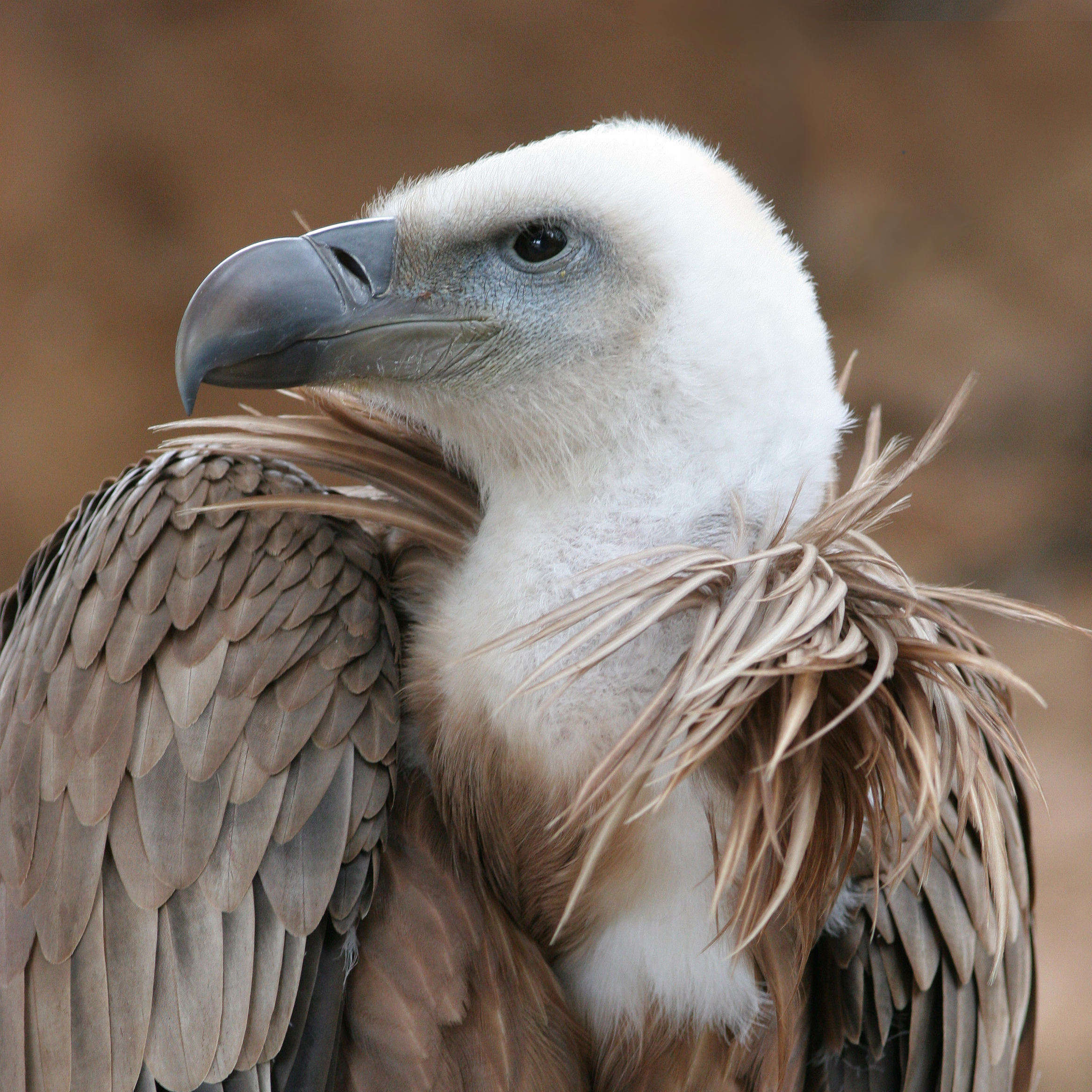
نسر أسمر
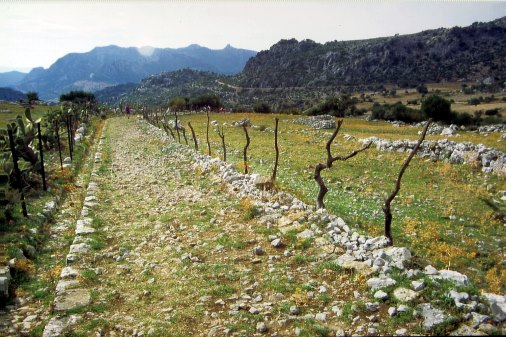
طريق رومي
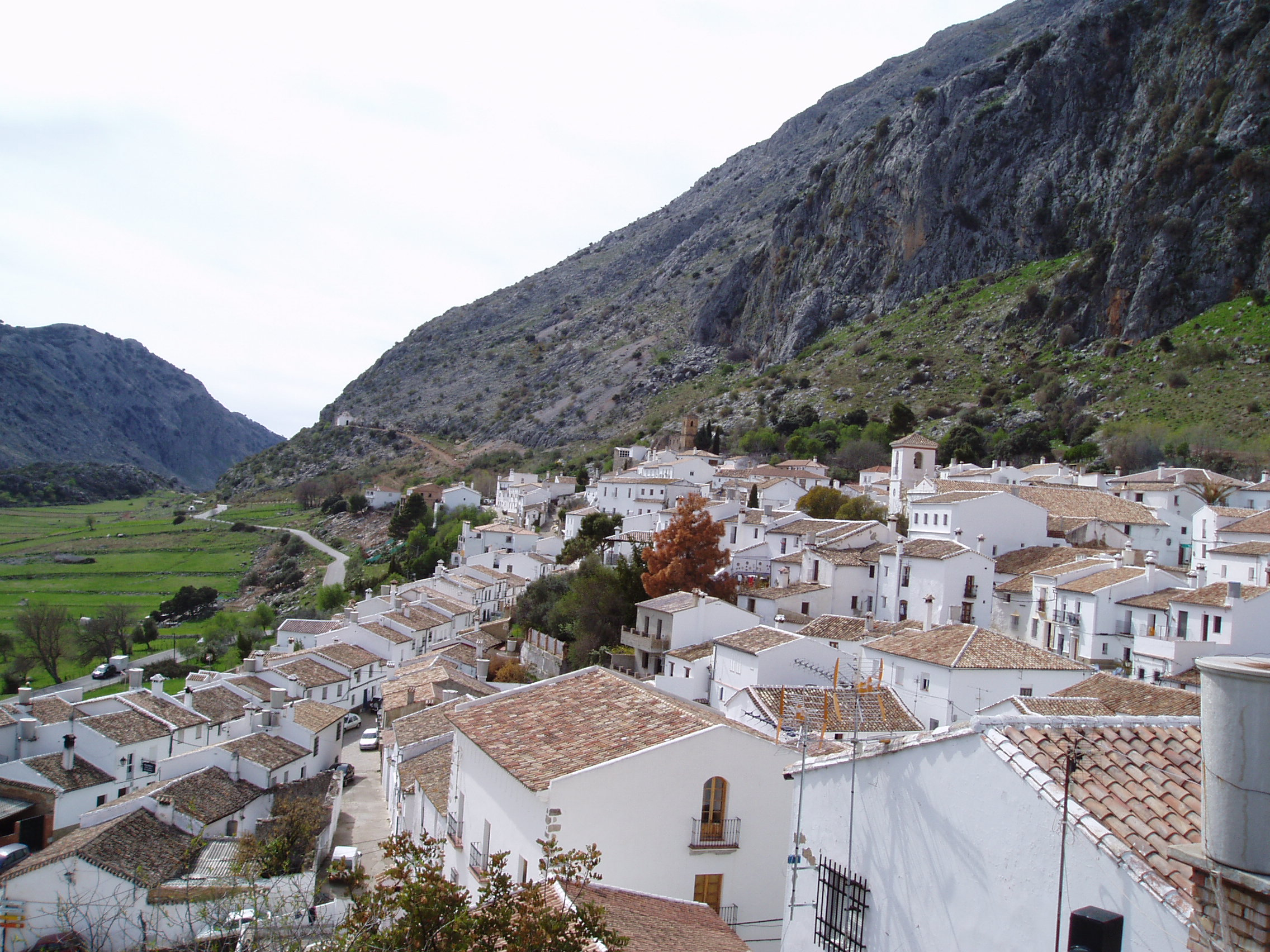
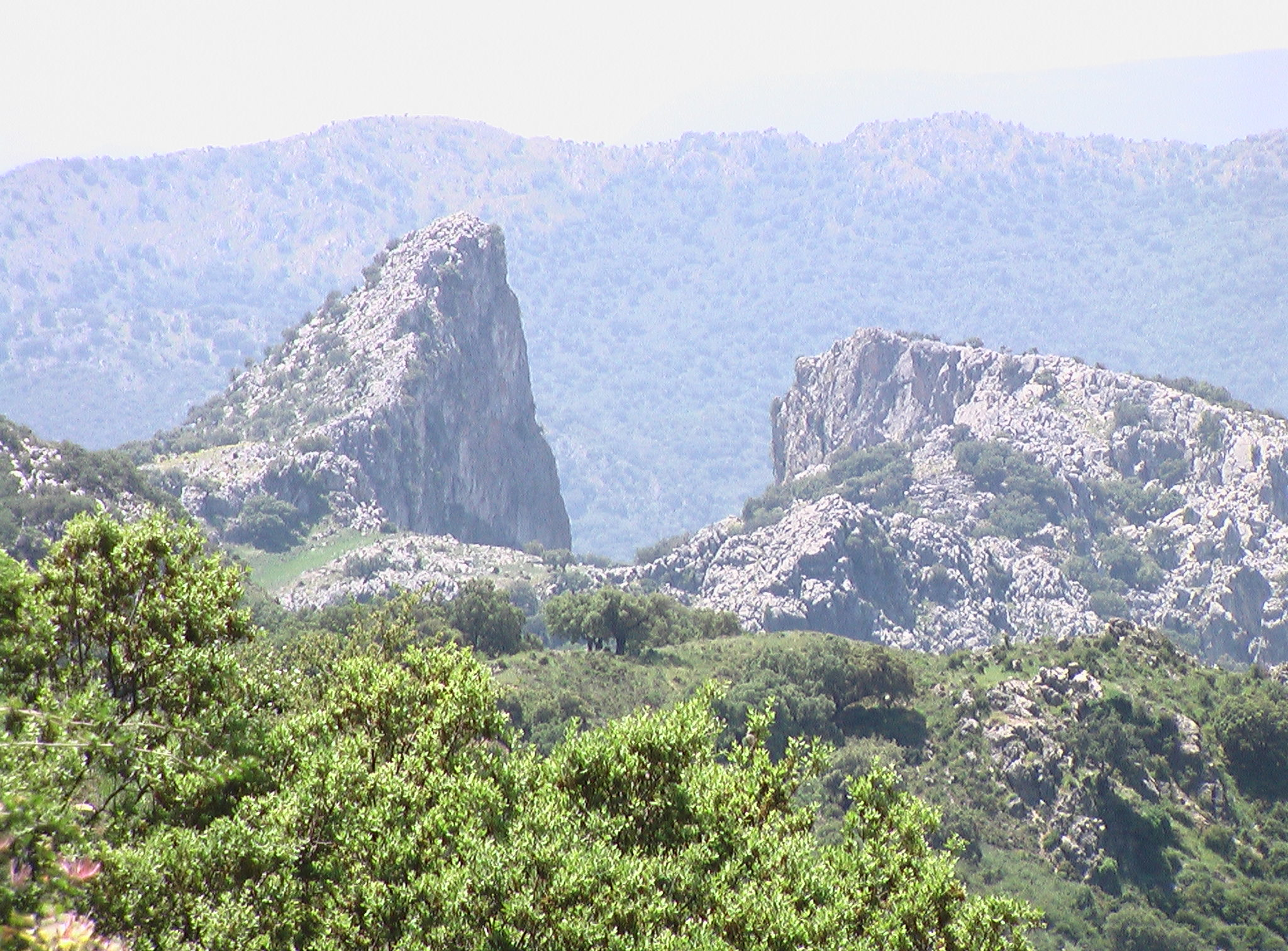
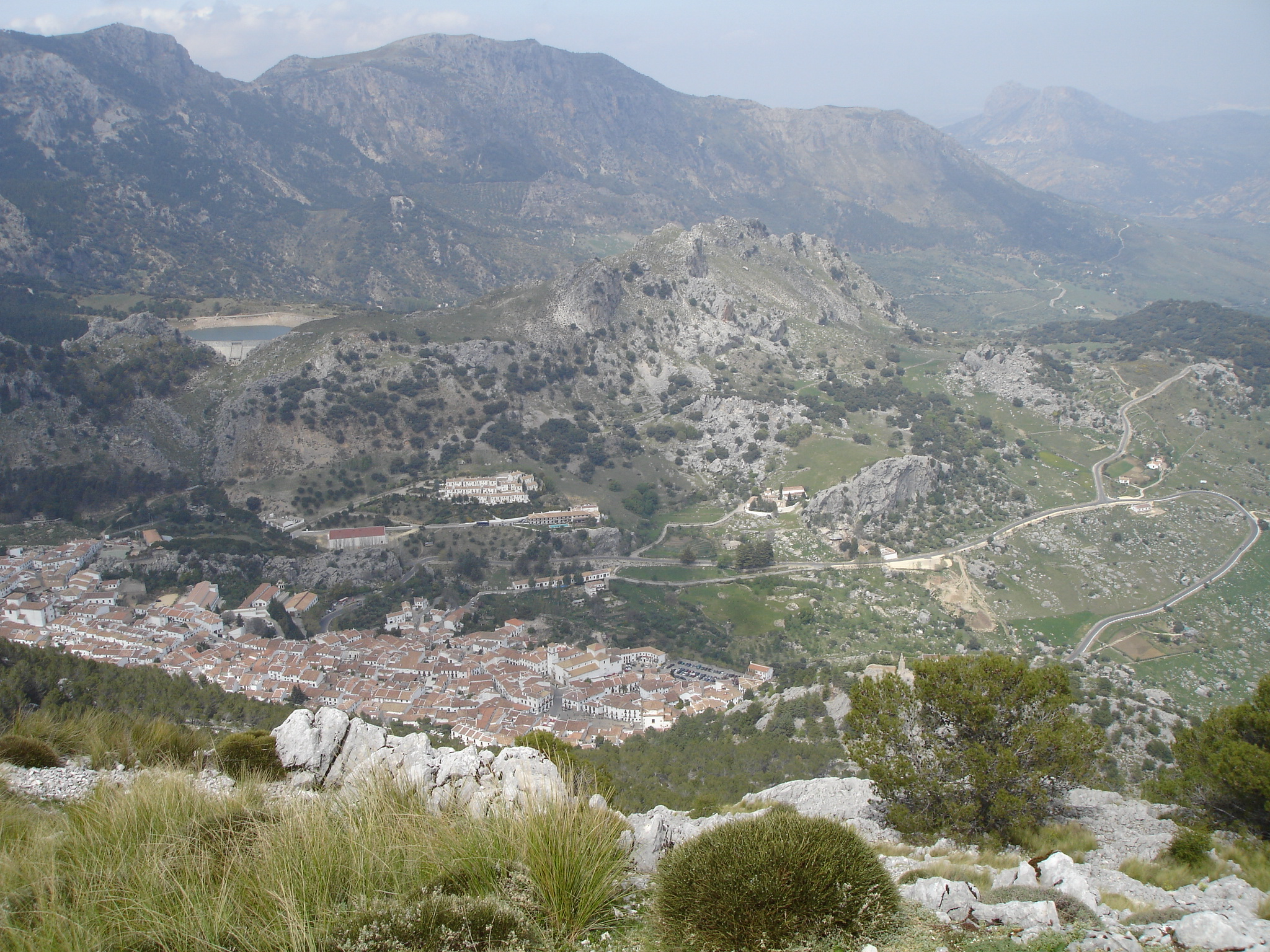
بني سلامة من جبال أندرنال